# Odgłosy burzy
Odgłosy burzy, znane również jako Echo burzy (ang. The Echo of Thunder) – australijski film obyczajowy zrealizowany w 1998 roku, na podstawie powieści Libby Hathorn, pod tytułem Thunderwith. Kilkakrotnie był emitowany w Polsce, przez różne stacje telewizyjne.

## Fabuła
Kilkunastoletnia Lara, po śmierci matki, zamieszkuje z dawno niewidzianym ojcem, który założył nową rodzinę. Jego żona nie jest tym zachwycona, tłumacząc, że wychowana w wielkim mieście dziewczynka będzie mieć zły wpływ na jej własne dzieci.

## Obsada
- Jamey Sheridan jako Larry Ritchie
- Judy Davis jako Gladwyn Ritchie
- Lauren Hewett jako Lara Ritchie
- Chelsea Yates jako Pearl Ritchie
- Emily Browning jako Opal Ritchie
- Ben i James Hanson jako Jasper Ritchie
- Michael Caton jako Bill Gadrey

## Nagrody
- 1998: Primetime Emmy Awards – Judy Davis (Najlepsza aktorka w miniserialu lub filmie – Nominacja)
- 1999: Young Artist Award – Lauren Hewett, Emily Browning, Chelsea Yates i Ben Hanson (Najlepsza grupa aktorów w filmie telewizyjnym, video lub pilocie – Nominacja)
- 1999: Young Artist Award – Odgłosy burzy (Najlepszy film telewizyjny, pilot lub miniserial familijny – Nominacja)